# Sievert
Pour les articles homonymes, voir SV.
Le sievert (de symbole Sv) est une unité utilisée pour évaluer les conséquences de la radioactivité sur le corps humain. Elle dérive du gray, qui est une unité de mesure physique, en pondérant l'effet des rayonnements par la dangerosité de ces rayonnements, d'une part, et les tissus biologiques affectés, d'autre part.
Plus précisément, c'est l'unité dérivée du Système international utilisée pour mesurer une dose équivalente, une dose efficace ou un débit de dose radioactive (Sv/s, Sv/h ou Sv/an), c'est-à-dire pour évaluer quantitativement les conséquences biologiques d'une exposition humaine à des rayonnements ionisants. Le sievert ne peut donc pas être utilisé pour quantifier l'exposition reçue par des animaux de laboratoire ; il est remplacé dans cet usage par le gray.
L'effet des rayonnements dépend d'abord de l'énergie ionisante reçue physiquement par chaque unité de masse. Le sievert est donc homogène au gray, c'est-à-dire au joule par kilogramme. Cependant, l'effet spécifique de cette énergie est traduit par deux coefficients, l'un rendant compte de l'efficacité biologique des différents rayonnements, et l'autre des conséquences biologiques de l'atteinte d'un organe donné. Ces deux facteurs de pondération sont des grandeurs sans dimension, évalués par des études sur la santé et susceptibles de mise à jour.
Cette unité a été nommée en hommage à Rolf Sievert, physicien suédois ayant travaillé sur la mesure des doses radioactives et sur les effets biologiques des radiations.

Relation entre dose absorbée, dose équivalente et dose efficace (source CIPR).

## Définition
Dans le Système international d'unités :
[Gy] = [Sv] = J/kg = m2/s2
Le sievert est donc homogène au gray, autre unité utilisée en dosimétrie, qui mesure la dose absorbée (l'énergie absorbée par unité de masse) indépendamment de son effet biologique.
La dose absorbée, D, se calcule directement en grays : c'est l'énergie absorbée par unité de masse considérée.
Par rapport à la dose absorbée, la dose efficace, E, tient compte de deux facteurs supplémentaires sans dimension (le facteur de pondération du rayonnement wR et le facteur de pondération tissulaire wT), qui traduisent l'effet relatif du rayonnement considéré sur l'organe considéré, par rapport à un rayonnement de référence.
Ces deux facteurs de pondérations sont prescrits dans les recommandations 2007 de la Commission internationale de protection radiologique. Ainsi, les doses efficace E et équivalente H sont différentes des doses absorbées D, puisqu'elles dépendent de la valeur des facteurs wR et de wT. Afin d'éviter tout risque de confusion, on utilise l'unité « gray » ou « joule par kilogramme » pour la dose absorbée D et l'unité « sievert » pour la dose équivalente H ou efficace E.

### Pondération de la nature du rayonnement
D'une part, les effets biologiques ne dépendent pas uniquement de l'énergie reçue par le rayonnement ionisant, mais également de la nature de ce rayonnement. Cette différence est prise en compte dans le facteur de pondération du rayonnement, qui permet de calculer la dose équivalente : quand on constate qu'à énergie égale des protons provoquent en moyenne deux fois plus de cancers que les rayons gamma, on traduit ce résultat expérimental en indiquant que le facteur de pondération associé aux protons est de deux. Pour chaque rayonnement, on peut ainsi définir la dose équivalente qui correspond à la dose de rayonnement gamma qui conduit à des résultats (sensiblement) équivalents.
La dose équivalente, H, est le produit de la dose absorbée D de rayonnements ionisants par un facteur sans dimension : wR (facteur de pondération traduisant à énergie équivalente l'effet propre aux différents rayonnements).
Le facteur de pondération du rayonnement wR reflète l'efficacité biologique relative de la radiation. En voici quelques valeurs :
- photons, toutes énergies (rayons X, rayons gamma) : wR = 1 ;
- électrons, positrons et muons, toutes énergies : wR = 1 ;
- neutrons : fonction continue :
  - wR = 2,5 pour des énergies < 10 keV et des énergies > 1 GeV,
  - entre 10 keV et 1 GeV, courbe gaussienne avec un maximum à wR = 20 pour une énergie de 1 MeV ;
- protons, énergie > 2 MeV : wR = 5 ;
- particules alpha et autres noyaux atomiques : wR = 20.

### Pondération de la sensibilité du tissu biologique
D'autre part, la dose équivalente permet de calculer des effets biologiques quand un organisme est exposé dans son ensemble à une dose relativement homogène, mais quand une exposition n'est que partielle, sa gravité doit encore être pondérée par la nature du tissu biologique qui a été exposé : quand une exposition est locale, son effet (essentiellement, un potentiel carcinogène ou mutagène) n'a pas la même gravité suivant que les cellules de l'organe touché se reproduisent lentement (peau, os) ou au contraire se reproduisent très vite (moelle osseuse) ou bien sont susceptibles d'affecter la descendance (gonades).
- La dose efficace, E, est le produit de la dose équivalente H et d'un facteur sans dimension : wT (facteur de pondération traduisant la plus ou moins grande sensibilité du tissu aux rayonnements).

Voici quelques valeurs de wT pour les organes et tissus :
- gonades : wT = 0,08[3] ;
- estomac, gros intestin, moelle osseuse, poumon : wT = 0,12 ;
- cerveau, œsophage, foie, muscles, pancréas, petit intestin, rate, rein, sein, thyroïde, utérus, vessie : wT = 0,05 ;
- peau, surface des os : wT = 0,01.

On peut introduire un facteur additionnel N pour tenir compte d'autres facteurs, par exemple représenter l'espèce irradiée (les insectes sont beaucoup plus résistants aux radiations que les mammifères, par exemple) ou corriger la dose reçue en fonction de son rythme d'accumulation (deux doses équivalentes en termes d'énergie déposée ne le sont pas si elles sont reçues sur des durées différentes) ou de sa concentration volumique (une dose concentrée sera différente d'une dose diffuse [réf. nécessaire]).
Et voici quelques valeurs de N (relatives aux humains) pour divers organismes :
- virus, bactéries, protozoaires : N ≈ 0,03 – 0,0003 ;
- insectes : N ≈ 0,1 – 0,002 ;
- mollusques : N ≈ 0,06 – 0,006 ;
- plantes : N ≈ 2 – 0,02 ;
- poissons : N ≈ 0,75 – 0,03 ;
- amphibiens : N ≈ 0,4 – 0,14 ;
- reptiles : N ≈ 1 – 0,075 ;
- oiseaux : N ≈ 0,6 – 0,15 ;
- humain : N = 1.

## Effet des doses d'irradiations
Les mécanismes à l'œuvre dans le cas d'effets stochastiques  (donc quantifiés par des mesures en sieverts) et dans le cas d'effets déterministes (où les mesures doivent s'exprimer en grays) n'ont rien à voir :
- les effets stochastiques n'ont été mis en évidence que par l'étude épidémiologique de populations soumises à des doses uniques relativement importantes (supérieures à une centaine de millisieverts) ou à des débits de dose importants (de l'ordre du mSv/h) de manière prolongée ;
- les effets déterministes sont observables directement après (ou peu après) une irradiation intense (à partir du Gray). Ces effets ont été découverts au début de l'étude de la radioactivité. Cette découverte a abouti à la création de l'ancêtre de la Commission internationale de protection radiologique (CIPR, ou ICRP en anglais).

Les facteurs de pondération wR et wT calculés par la CIPR évoluent au fur et à mesure que de nouvelles données scientifiques ou épidémiologiques apparaissent. Ils peuvent donc varier notablement (à la hausse ou à la baisse) suivant l'idée que les spécialistes de la question se font du risque. Ainsi, dans ses recommandations de 2007, la CIPR a estimé que le risque de transmission à la descendance était fortement surestimé dans leurs recommandations de 1990, et ils ont ramené le coefficient de pondération tissulaire pour les gonades de 0,20 à seulement 0,08.
Le sievert sert à quantifier le risque stochastique induit sur la santé des sujets par de faibles rayonnements : risque supplémentaire de décéder un jour d'un cancer, risque de transmettre un jour une mutation grave à un descendant. On peut utiliser le sievert pour exprimer de faibles expositions, par exemple pour la radioprotection des travailleurs et du public dans des conditions normales.
Cependant, utiliser le sievert pour quantifier l'effet d'un rayonnement important (typiquement de l'ordre du Gy) est incorrect, car pour de telles doses l'effet n'est pas stochastique mais déterministe. Par exemple, une dose de 8 Gy est dite létale, car elle implique une mort certaine. Pour ces fortes doses, on doit s'exprimer en grays, l'usage du sievert est presque toujours proscrit.

## Dose reçue et signes cliniques
L'irradiation excessive est révélée par la présence de prodromes comme la nausée, la diarrhée, un sentiment de fatigue et de malaise.
Par ailleurs, il a été observé que la déplétion lymphocytaire résultant de l'exposition à un rayonnement ionisant était directement proportionnelle à la dose efficace. Lors d'une probable irradiation chez un sujet, on effectue alors deux prises de sang à trois heures d'intervalle pour évaluer les éventuelles variations de la population lymphocytaire.
L'irradiation a également un effet stochastique : elle provoque une augmentation du risque de cancer, en fonction de la dose reçue. Cet effet peut être détecté statistiquement. Le sievert est la mesure qui prend en compte cet effet.
Les signes cliniques sont observés pour des irradiations massives, reçues sur une période très courte. Conformément à l'article sur les irradiations aiguës, il est incorrect d'utiliser le sievert lorsque l'on évoque les effets déterministes (ou non stochastique) des rayonnements. Le gray et le sievert sont deux unités « homogènes » que l'on peut donc comparer, mais de manière générale, au-delà d'une dose de un joule par kilogramme, la mesure s'exprime en grays
| Dose   | Effet |
| ------ | --- |
| 20 Gy  | Pour une dose supérieure à 40 Gy : on observe un syndrome nerveux avec convulsions, coma et mort instantanée. Toutefois, ces accidents étant extrêmement rares, les descriptions cliniques ne peuvent être établies totalement par l'épidémiologie. |
| 10 Gy  | Pour une dose supérieure à 8 Gy : on observe un syndrome gastrointestinal avec diarrhées aiguës, hémorragie digestive menant à la mort. La mort est pratiquement certaine pour des doses supérieures à 10 Gy. À titre indicatif, 12 Gy est la dose qui peut être administrée pour soigner les leucémies en détruisant la moelle osseuse juste avant une greffe. C'est également la dose maximale reçue par certains liquidateurs de Tchernobyl. |
| 5 Gy   | On définit l'irradiation aiguë globale comme étant la dose tuant 50 % des sujets exposés au rayonnement ionisant. Cette valeur admet un intervalle de 3 à 4,5 Sv. Elle est accompagnée d'un syndrome hématologique s'étalant sur une trentaine de jours. Aucun traitement n'est administré. |
| 2 Gy   | Pour une dose de 2 à 4 Gy : on observe en pratique clinique un syndrome hématopoïétique. Les populations de lymphocytes et globules blancs diminuent considérablement. On parle de lymphopénie, leucopénie et l'irradiation peut mener à une anémie (carence en globules rouges). |
| 1 Gy   | L'homme présente des signes cliniques dus aux irradiations à partir d'une dose unique équivalente à 1 000 mGy (soit 1 Gy), dénommé le « mal des rayons ». L'individu est alors systématiquement hospitalisé. Le risque de développer un cancer mortel pour ce type d'irradiation (en une exposition uniforme de très courte durée) est de 5 %. Ce chiffre est précisé dans la CIPR 103 (CIPR 103 page 206) : mortalité induite par cancer de 414 pour 10 000 à 503 pour 10 000 selon les études citées. Ce chiffre est corroboré par une étude américaine qui dit en introduction : « d'après les derniers chiffres disponibles (octobre 2003) du suivi des survivants des bombes atomiques japonaises, environ 5 % des 9 335 décès faisant suite à un cancer sont imputables aux radiations et 0,8 % des 31 881 des décès non liés à un cancer sont imputables aux radiations, ce qui est cohérent avec les autres publications citées ci-dessous ». |
| 0,5 Gy | L'observation des nettoyeurs de Tchernobyl a révélé une morbidité anormalement élevée sans signe clinique spécifiquement lié à l'irradiation[réf. nécessaire], suggérant un syndrome immunodéficitaire radioinduit. |
| 0,2 Gy | « Le terme « faible » dose définit toute dose pour laquelle un effet biologique ne peut être décelé en raison des limites de sensibilité des techniques actuellement disponibles. Des seuils de sensibilité de 2 cGy pour la détection d’une augmentation de la fréquence d’aberrations chromosomiques et de 20 cGy pour celle du risque de cancer ont été retenus au coût d’une analyse extensive de cas et ce par plusieurs équipes. ». |
| 0,1 Gy | L'étude des victimes de Hiroshima et Nagasaki n'a pas révélé de risque statistiquement significatif de cancers pour des doses aux organes inférieures à 100 mSv=0,1 Sv. |

Une dose de un sievert est un bon ordre de grandeur pour qualifier une irradiation de dangereuse pour la victime, justifiant un suivi médical particulier par la suite :
- En cas d'irradiation ponctuelle, la victime souffrira du « mal des rayons », et aura besoin d'un suivi hospitalier.
- Cette exposition entraîne le risque de développer un cancer mortel de 5 %.

Pour des doses inférieures, et pour des doses cumulées reçues sur des durées longues, il n'y a pas d'effet déterministe observé, et les effets stochastiques sont impossibles à mesurer avec précision. En l'absence de données permettant de les départager, c'est un domaine où deux thèses opposées s'affrontent :
- De nombreuses études montrent que des faibles expositions (inférieures à 0,1 Sv) pourraient stimuler les mécanismes protecteurs des cellules (effet d'hormèse)[9]. Mais aucune donnée épidémiologique ne supporte encore ces résultats hors des laboratoires.
- Par précaution, la CIPR et les autorités réglementaires préfèrent utiliser le modèle linéaire sans seuil[10], et suppose que les rayonnements ionisants restent potentiellement dangereux même aux très faibles doses. Avec ces hypothèses, une exposition prolongée à une dose de radioactivité augmente la probabilité d'apparition d'un cancer de cinq pour mille tous les 0,1 Sv reçus[11].

Dans l'intervalle entre 10 mSv (un rem) et 1 Sv, la prévention des irradiations accidentelles est un sujet de préoccupation en matière de santé publique, du fait de l'excès statistique de cancers qu'elles entraîneraient, mais ces irradiations n'ont plus de conséquence identifiable à un niveau individuel.
La Commission internationale de protection radiologique conseille de ne pas recevoir une dose annuelle de plus d'un millisievert, mais estime qu'une exposition inférieure à cent millisieverts par an ne représente pas, statistiquement, un risque d'augmentation de cancer.

## Exposition aux rayonnements
Une particule ne transmet qu'une énergie négligeable. Le tableau suivant présente les flux de particules dans l'air (exprimés en nombre de particules par centimètre carré), en fonction du type de particule et de son énergie, pour une dose dans les tissus mous de 1 mSv.
| Énergie (MeV) | Électron (bêta) | Photon (gamma) | Neutron   |
| ------------- | --------------- | -------------- | --------- |
| 10−8 à 10−3   |                 |                | 9,6 × 107 |
| 10−2          | 2,6 × 105       | 1,3 × 108      | 6,5 × 107 |
| 10−1          | 1,5 × 106       | 2,5 × 109      | 2,0 × 108 |
| 1             | 3,1 × 106       | 2,0 × 108      | 2,8 × 106 |
| 10            | 3,0 × 106       | 4,0 × 107      | 2,5 × 106 |

Il faut ainsi une très grande activité (exprimée en becquerels, notés Bq) pour créer un risque réel pour la santé, tant que l'exposition se limite aux rayonnements à distance, sans contact avec la matière radioactive.
Par exemple, une exposition externe à une contamination de 4 000 Bq/m2 (ordre de grandeur des retombées constatées en France à la suite de la catastrophe de Tchernobyl) d'une radioactivité que l'on suppose (pour le calcul) bêta à 1 MeV correspondrait à un flux d'électrons de 0,4 cm−2 s−1 électrons, donc une irradiation de 0,4 / 3,1 × 10−6 = 0,13 × 10−6 mSv s−1. Une exposition annuelle (soit pendant 32 × 106 secondes) à un rayonnement de cette amplitude conduit à une irradiation de 0,4 / (3,1 × 32) = 4 mSv, soit deux fois la dose moyenne naturelle, soit encore l'ordre de grandeur de la limite annuelle autorisée pour la population civile (à titre de comparaison, la dose absorbée pour une radio de poumon est de l’ordre de 0,3 mSv).
Par ailleurs, la dose délivrée par un radio-élément peut être beaucoup plus élevée s'il est métabolisé et reste fixé dans un ou plusieurs organes (irradiation interne). C'est pourquoi le risque principal lié aux retombées de Tchernobyl pour les populations françaises est potentiellement le cancer de la thyroïde (irradiation interne de la thyroïde par de l'iode radioactif ingéré en buvant du lait).

## Ordres de grandeur et réglementation

Représentation des liens entre différentes unités de mesure et de seuil de radioactivité et d'exposition.

Par commodité, on utilise couramment le millième de sievert, ou millisievert (mSv).
Dose annuelle moyenne reçue en France : 4,5 mSv/an/personne (de 1,6 à 23,0), la part industrielle et militaire comptant pour moins de 1 % de ce total,.
La région du Kerala en Inde est connue pour des taux de radioactivité très forts : jusqu'à 70 mGy/an Le rayonnement naturel fait l'objet de rapport de l'UNSCEAR
Limite autorisée pour l'exposition de la population aux rayonnements artificiels, en France : 1 mSv/an/personne (Code de la santé publique, Article R1333-8).
Limite autorisée pour les personnels exposés, en France : 20 mSv sur douze mois glissants par personne (Dosimétrie réglementaire), dosimétrie mensuelle fixée à 1,5 mSv, dosimétrie fixée par les entreprises à 16 mSv/an (Code du travail, Article R231-76).
Limite annuelle d'exposition pour les travailleurs du nucléaire américains : 50 mSv sur 12 mois glissants et 100 mSv sur 5 ans glissants.
Une radiographie des poumons : environ 0,1 mSv, une radiographie dentaire : environ 0,02 mSv. Une scannographie thoraco-abdomino-pelvienne : environ 10 mSv.
Un voyage Paris-New York aller et retour : 0,08 mSv, soit 4,7 µSv/h (en avion long-courrier non supersonique, dose due au rayonnement cosmique supplémentaire à environ 10 000 m d’altitude en croisière, hors périodes d’éruption solaire touchant la Terre) : la dose reçue dépend essentiellement de l’altitude (selon le type d'appareil), du temps total de vol, de la latitude de route suivie et de la présence ou non d'escales, un peu moins de la période de l’année (proximité de la Terre avec le soleil), et de l'horaire, mais pratiquement pas de la nature matérielle de la carlingue (qui n’offre pratiquement pas d’écran à ces rayonnements sur les avions commerciaux civils). La limite annuelle d’exposition pour la population générale serait atteinte à 17 allers-retours par an sur ce trajet ; les personnels navigants dans les avions sur les lignes intercontinentales passant à proximité des pôles sont considérés comme des personnes exposées mais ne dépassent pas la limite légale de 16 mSv/an des travailleurs exposés dans les entreprises autorisées (qui correspondrait à 272 allers-retours sur cette même ligne par an), sauf éventuellement en période de forte activité solaire pour lesquels ils peuvent faire l'objet de mesures réglementaires temporaires de protection et de surveillance (par des détecteurs placés dans les avions de ligne).
Le tabac possède une activité radioactive due aux isotopes 210Po et 210Pb. En termes de radioactivité, fumer cinq paquets de cigarettes est équivalent à recevoir une dose de 1 mSv, c’est-à-dire que la dose maximale admissible pour le public en une année. Cependant, seule une faible partie de la radioactivité absorbée atteint les poumons, et les conséquences de la radioactivité sur les cancers et la mortalité est difficile à évaluer, d'autant plus que l'analyse est compliquée par l'effet éventuellement nul, voire bénéfique, de l’absorption de faibles doses de radioactivité.
Une centrale nucléaire française : 2 µSv/an soit 0,002 mSv/an (en état de fonctionnement normal, hors accident). Ce seuil est 500 fois plus faible que le seuil légal d'exposition de la population générale. Au-delà (incident sérieux), des mesures de protection de la population (et des travailleurs indispensables sur le site) peuvent être nécessaires (traitement préventif, surveillance et diversification des sources d'approvisionnement alimentaire ou en eau, confinement temporaire, procédures d'arrêt des installations) et en cas d'incident grave ces seuils peuvent être augmentés dans un périmètre défini (après évacuation de la population) une fois les autres mesures de protection effectives.
À Fukushima Daiichi au Japon, lors de la catastrophe nucléaire liée à un tsunami, des journalistes ont mesuré, le 3 avril 2011, à 1,5 km de la centrale nucléaire des doses d'environ 112 µSv/h. Le 14 mars 2011, une forte activité de 167 sieverts par heure a été enregistrée au niveau de l'enceinte de confinement du réacteur no 3 et une valeur du même ordre au niveau des autres réacteurs.
Fin janvier 2017, TEPCO annonce une radioactivité mesurée de 530 Sv/h (± 30 %)  dans une partie métallique à l'intérieur de l'enceinte de confinement du réacteur no 2,.

## Unités équivalentes et proches
Les unités physiques mesurant la radioactivité sont nombreuses.
- Unités de mesure d'activité d'une source nucléaire :
  - le becquerel (symbole : Bq, mesuré en s-1), unité d’activité exprimant le nombre de transformations (anciennement désintégrations) de noyaux atomiques par seconde,
  - le rutherford (symbole : Rd, avec 1 Rd = 1 MBq) ; ancienne unité qui n’est plus recommandée mais peut être utilisée encore dans des appareils de mesure physique comme les compteurs et les travaux sur des radiosources artificielles,
  - le curie (symbole : Ci, avec 1 Ci ~ 37 GBq : équivalence dépendant de la nature de la radiation). Cette unité est normalement obsolète mais encore utilisée aux États-Unis pour les mesures d'efficacité des systèmes de radioprotection, et sert davantage dans les mesures d'expériences physiques et applications industrielles ou sur certains détecteurs anciens.
- Unités de mesure du flux d'énergie brute d’une radiation ionisante :
  - le coulomb par kilogramme (symbole : C/kg ou C⋅kg-1) ; bien qu'exprimant une charge induite ou déplacée dans une unité de masse, elle peut se retraduire aussi en énergie équivalente sur la base de la charge de l'électron (ou du proton) et de l’énergie pour le déplacer ; ne s’utilise pas pour les radiations électromagnétiques (X ou gamma), ni les flux de particules dépourvues de charge (comme les neutrons), mais peut s'utiliser parfois pour mesurer les champs électriques induits par une tension (par exemple les antennes d'émission de télécommunication ou de détection radar, bien qu'on lui préfère souvent le volt par mètre, c'est-à-dire directement la mesure moyenne de ce champ électrique), et émissions d’appareils de microscopie électronique,
  - le röntgen ou roentgen (symbole : R, avec 1 R = 258 µC/kg ~ 9,330 mGy), la dose de radiation ionisante qui produit une unité CGS électrostatique d’électricité (un franklin ou statcoulomb) dans un centimètre cube d’air sec à 0 °C sous une atmosphère de pression. Unité ancienne, normalement remplacée par le coulomb par kilogramme, mais encore utilisée dans certains pays pour définir les seuils légaux de radioprotection des populations contre les émissions ionisantes dans l'atmosphère, en raison de son ordre de grandeur mieux adapté (sur la base de la charge de l'électron et de l'énergie d'ionisation de l'air). L’unité peut être commode pour les définir des seuils préventifs contre les composés radioactifs volatils à courte période (comme l'iode), mais s'avère peu signifiant pour la prise des rayonnements ionisants à très haute énergie, les composés radioactifs à très longue période (comme le césium), les flux de particules élémentaires chargées ou non et les rayonnements électromagnétiques (UV, X ou gamma).
- Unités de mesure de l’énergie totale de radiations ionisantes reçues (absorbée ou non) :
  - le gray (symbole : Gy), à ne pas confondre avec le sievert car il ne tient pas compte de la nature des radiations ni des taux d'absorption,
  - le rad (symbole : rd, avec 1 Gy = 100 rd) unité obsolète,
  - l’unité Mache (symbole : ME, de l’allemand Mache-Einheit, avec 1 ME ~ 13,468 kBq/m3), la quantité de radon par litre d’air qui ionise un courant continu de 0,001 unité CGS électrostatique par seconde (statampère), soit 0,364 nCi/L.
- Unités de mesure des doses de radiation absorbées par les systèmes vivants :
  - le sievert (symbole : Sv) (ou plus souvent le millisievert mSv), unité de même dimension que le gray mais prenant en compte l'absorption moyenne par le corps humain entier.

1 Sv (sievert) (= 100 rem) = 1 000 mSv = 1 000 000 μSv 

1 mSv (millisievert) (= 100 mrem) = 0,001 Sv = 1 000 μSv

1 μSv (microsievert) (= 0,1 mrem) = 0,000 001 Sv = 0,001 mSv,
- le débit de dose radioactive ou, par abus, la « dose » (abrégé ddd, ou D°) est généralement exprimé en mSv/h (pour les sources artificielles dangereuses), et en µSv/h ou mSv/an (pour les sources naturelles et doses légales ou réglementaires admissibles),
- le roentgen equivalent physical (symbole : rep) dose de radiation absorbée par une masse de tissu qui y dépose la même énergie qu’un röntgen dans la même masse d’air (~8,4–9,3 mGy). L’unité est utilisée pour les radiations de particules (alpha, électrons, positrons, bêta, neutron, proton, plasmas ioniques accélérés), et non électromagnétiques (X ou gamma),
- le roentgen equivalent man (symbole : rem, avec 1 rem = 10 mSv), ancienne unité qui n'est plus recommandée.

1 rem = 0,01 Sv = 10 mSv = 10 000 μSv

1 mrem = 0,000 01 Sv = 0,01 mSv = 10 μSv,
- DLxx (xx % de la dose létale sans hospitalisation, évaluée à 10 Sv),
- Sunshine Unit ou Strontium Unit (symbole : S.U., avec 1 S.U. ~ 1,065 pGy/s) La contamination biologique au strontium-90 qui associe 1 pCi de 90Sr par gramme de calcium corporel; la charge permissible est de 1 000 S.U.

- Unité de « radiation » :
  - le volt par mètre (symbole : V/m ou V⋅m-1). L'unité est utilisée pour mesurer les émissions radio (y compris radars) qui, bien que sans le moindre rapport avec les radiations ionisantes (car d’énergie élémentaire insuffisante pour libérer un électron et ioniser la matière), sont également appelées "radiations" et peuvent être assimilées à la radioactivité par un public peu au fait de la chose, alors même qu’il n'y a aucune radioactivité (c'est-à-dire aucune transformation de noyaux atomiques : 0 Bq), ni absorption non réversible du rayonnement quand un effet a lieu. L’unité mesure en réalité un champ électrique. À l’échelle microscopique, les cellules vivantes génèrent des champs pouvant atteindre 15 millions de V/m[28]. À l'échelle macroscopique de l'homme, les champs électriques d'origine naturelle sont très variables, de 100 à 10 000 V/m[29], difficiles à contrecarrer, et pourtant sans effets sensibles. Les nombreuses émissions artificielles d'origine humaine font maintenant l'objet de seuils recommandés d'exposition et de surveillance, exprimés dans cette unité, typiquement inférieur à 100 V/m[29].